# Копетон венесуельський
Копето́н венесуельський (Myiarchus venezuelensis) — вид горобцеподібних птахів родини тиранових (Tyrannidae). Мешкає у Венесуелі, Колумбії, на островах Маргарита і Тобаго.

## Опис
Довжина птаха становить 19 см, вага 24,4 г. Виду не притаманний статевий диморфізм. Верхня частина тіла бура, голова і чуб на ній дещо темніші. Груди сірі, живіт жовтий. Крала бурі. на крилах руда смуга.

## Поширення і екологія
Венесуельські копетни поширені у Венесуели, на північному сході Колумбії та на острові Тобаго. Вони живуть в рівнинних тропічних лісах, в сухих тропічних лісах, на пасовиськах і плантаціях на висоті до 600 м над рівнем моря. Харчуються комахами, яких ловлять в кронах дерев.